# 折坂悠太
折坂 悠太（おりさか ゆうた、1989年9月16日 - ）は、鳥取県出身の日本のシンガーソングライター。

## 略歴
1989年9月、
鳥取県で生まれ、千葉県で育つ。
父親の転勤に伴い、小学校3年生までの3年間をロシアで過ごすが、帰国後に不登校となり1年間自宅に引きこもる。小学校4年生より、千葉県柏市のフリースクール「ゆうび小さな学園」に通い始める。
中学生になり、再び父親の転勤によりイランに2年間滞在。現地の日本人学校に通っていたが、帰国後に再び不登校となりフリースクールに通う。その後、美術科の高校に進学するが中途退学し、再びフリースクールへ通うようになる。この頃、フリースクールの仲間とバンドを結成したのが音楽活動の始まりだという。
2013年、はじめてフリースクール以外の場所の人前でギターの弾き語りを開始した。2014年、自主製作ミニアルバム『あけぼの』を発表。2015年、レーベル「のろしレコード」の立ち上げに参加。
2016年、自主制作の1stアルバム『たむけ』をリリース。8月11日、神田神保町「神保町 視聴室」にて『たむけ』発売記念のワンマンライブを初の合奏形態で開催。
2017年2月24日、今泉力哉監督の映画『退屈な日々にさようならを』の公開記念ライヴ『退屈がはじまる夜に』にゲスト出演した。8月18日、代官山「晴れたら空に豆まいて」にてワンマンライブを開催。チケットはソールドアウトとなった。
2018年1月17日、EP『ざわめき』をリリース。7月28日、「FUJI ROCK FESTIVAL 2018」に合奏で出演。10月3日、アルバム『平成』をリリースする。12月、『ミュージック・マガジン』（株式会社ミュージックマガジン）「ベストアルバム・2018」において日本のロック部門1位を受賞。
2019年3月18日、アルバム『平成』が「第11回CDショップ大賞2019」において、新人の作品を対象とする大賞〈青〉を受賞。3月29日、シングル『抱擁』をリリース。2019年7月クールのフジテレビ系月曜9時枠ドラマ『監察医 朝顔』の主題歌を担当することが発表され、
8月5日にシングル『朝顔』としてリリースした。同日には、ミュージックビデオも公開した。11月3日「レコードの日」のイメージキャラクターを担当し、同日に『朝顔』7inchレコードをリリースした。 
2020年3月23日に梅田 CLUB QUATTRO、3月27日に渋谷 TSUTAYA O-EASTで折坂悠太 単独公演 2020を行う予定だったが、新型コロナウイルス感染症（COVID-19）拡大防止のため、いずれも開催中止となった。その代替として、YouTubeで生配信ライブ『折坂悠太 単独配信 2020 (((どうぞ)))』を開催。
2020年4月1日に同世代のシンガーソングライターbutajiとの共作曲『トーチ』を配信限定リリース。同日、YouTubeにてミュージックビデオを公開した。8月、オフィシャルサイト限定でライブ音源集『暁のわたし REC2013-2019』を発売。本作の収益はすべて新型コロナウイルス感染症による影響を受けたライブハウスや個人イベンターへの支援に使われることも発表した。
2020年11月2日より放映の、フジテレビ系月曜9時枠ドラマ『監察医 朝顔』続編の主題歌として、前作に引き続き『朝顔』が起用された。11月3日、活動初期の2作品『あけぼの』『たむけ』をアナログ盤で同時リリース。主演俳優である仲野太賀の推薦によって、11月20日公開の映画『泣く子はいねぇが』の主題歌・音楽を担当する。12月10日、YouTubeのTHE FIRST TAKEに『朝顔』を公開。12月23日、YouTubeのTHE FIRST TAKEに『トーチ』を公開。 
2021年2月フジテレビ系月曜9時枠ドラマ『監察医 朝顔』続編の挿入歌に楽曲『鶫』が使用される。 
2021年3月10日、ミニアルバム『朝顔』をリリース。
2021年10月6日、アルバム『心理』をリリース。
2021年10月29日より、初のホールツアー「心理ツアー」で全国8箇所を巡る。
2022年5月13日、初の展覧会「薮IN」をPARCO MUSEUM TOKYOで開催。同じく初となる著作『薮IN』を刊行、会場にて先行販売。
同年6月1日、『薮IN』が一般発売。
2022年9月15日、日本テレビ系「スッキリ」に生出演して「さびしさ」の生演奏・生歌唱を披露した。
2022年10月17日より、全国10都市のライブハウスをまわる約1年ぶりのツアー『折坂悠太ツアー2022 オープン・バーン』を開催。

## 人物
父と母、姉のもとに生まれる。
妻と、息子が一人いる。
アルバム『たむけ』までのレコーディングは、折坂が通っていたフリースクールで行われている。

### 評価
- ミュージシャンからの支持も厚く、宇多田ヒカルは、自身のアルバム制作中に好きで何度も聴いていた曲として、「折坂悠太さんの「あさま」という歌には衝撃を受けました。」と述べた[41]。
- 後藤正文（ASIAN KUNG-FU GENERATION）は、2018年のベストアルバムに『平成』を選び、「最新のフィーリングで作られた音楽が、ディープな日本から出てきたというだけの話です。しっかりとユニバーサルなサウンドを志向している。でも、強烈に日本の音楽でもある。そういうところが新しいし、格好いいと思いました。」とコメントを寄せた[42]。
- 岸田繁（くるり）は自身のTwitterにて、「コクのある歌世界と抑揚の効いたアレンジ、肉厚な良い音楽に聴こえました。これからも楽しみにしております。」と賛辞を送っている[43]。
- 三浦大知は出演したラジオ番組内で、『平成』収録の楽曲「逢引」を紹介した[44]。
- 詩人の最果タヒは、自身のTwitterにて「『抱擁』がよすぎて昨日今日で50回聴いてしまった。声が人の持つ最適な楽器であるということを教えられる。枝葉が風でゆれる音のように、生活音に溶け込みながらも、単なる時の経過を、「人生」の経過として彩る声だ。」と評した[45]。

## 作品

### アルバム
|     | 発売日        | タイトル | 規格                       | 規格品番 |
| --- | ------------- | -------- | -------------------------- | -------- |
| 1st | 2016年9月7日  | たむけ   | 12cmCD                     | NORO-003 |
| 2nd | 2018年10月3日 | 平成     | 12cmCD                     | ORSK-005 |
| 3rd | 2021年10月6日 | 心理     | 12cmCD+DVD (初回限定盤)    | ORSK-015 |
| 3rd | 2021年10月6日 | 心理     | 12cmCD（通常盤）           | ORSK-016 |
| 4th | 2024年6月26日 | 呪文     | 12cmCD （初回限定盤：2CD） | ORSK-020 |
| 4th | 2024年6月26日 | 呪文     | 12cmCD（通常盤）           | ORSK-021 |

### ミニアルバム
|     | 発売日         | タイトル | 規格   | 規格品番                                          |
| --- | -------------- | -------- | ------ | ------------------------------------------------- |
| 1st | 2014年11月22日 | あけぼの | 12cmCD | ORSK-001                                          |
| 2nd | 2018年1月17日  | ざわめき | 12cmCD | ORSK-003                                          |
| 3rd | 2021年3月10日  | 朝顔     | 12cmCD | ORSK-013（初回盤CD+DVD） ORSK-014（通常盤CDのみ） |

### 配信限定シングル
| 配信日         | タイトル                   |
| -------------- | -------------------------- |
| 2019年3月29日  | 抱擁／櫂                   |
| 2019年8月5日   | 朝顔                       |
| 2020年11月18日 | 春                         |
| 2021年4月7日   | ウイスキーが、お好きでしょ |
| 2023年6月30日  | あけぼの（2023）           |
| 2023年12月6日  | 人人                       |
| 2025年6月4日   | やまんばマンボ             |

### ライブ盤その他
| 発売日        | タイトル                          | 規格         | 規格品番 |
| ------------- | --------------------------------- | ------------ | -------- |
| 2018年3月14日 | なつのべ live recording H29.07.02 | 12cmCD       | ORSK-002 |
| 2020年3月27日 | めめ live recording H31.04.03-04  | 12cmCD       | ORSK-009 |
| 2020年7月20日 | 暁のわたし REC2013-2019           | 12cmCD 2枚組 | ORSK-011 |

### アナログ
| 発売日        | タイトル | 規格品番 | 仕様       |
| ------------- | -------- | -------- | ---------- |
| 2018年8月22日 | 馬市     | ORSK-004 | 7インチEP  |
| 2019年4月10日 | 平成     | ORSK-006 | 12インチLP |
| 2019年6月5日  | 抱擁     | ORSK-007 | 7インチEP  |
| 2019年11月3日 | 朝顔     | ORSK-008 | 7インチEP  |
| 2020年11月3日 | あけぼの | ORSK-012 | 12インチLP |
| 2020年11月3日 | たむけ   | NORO-008 | 12インチLP |

### 書籍
| 発売日        | タイトル                                         | 出版社                     | ゲスト作家                     | ISBN              |
| ------------- | ------------------------------------------------ | -------------------------- | ------------------------------ | ----------------- |
| 2022年6月1日  | 『薮IN』                                         | REPOR / TAGE               | 塩田正幸 / 坂口恭平 / イ・ラン | 978-4-9911779-1-0 |
| 2023年10月1日 | （歌）詞集『あなたは私と話した事があるだろうか』 | WORDSWORTH（good and son） |                                | 978-4-9913281-0-7 |

### タイアップ
|                            | 曲名                       | タイアップ                                                 |
| -------------------------- | -------------------------- | ---------------------------------------------------------- |
| 2017年9月23日初回放送      | （タイトル不明）           | NHK-FM「世界の快適音楽セレクション」喫茶謎ジングル         |
| 2017年12月                 | （タイトル不明）           | 政府広報 消費者保護「母との約束」篇                        |
| 2019年2月                  | 湯気ひとすじ               | ノーリツ TVCM「家族の真ん中に」篇                          |
| 2019年7月8日初回放送       | 朝顔                       | フジテレビ系 月9ドラマ「監察医 朝顔」主題歌                |
| 2020年11月2日初回放送      | 朝顔                       | フジテレビ系 月9ドラマ「監察医 朝顔」（第2シーズン）主題歌 |
| 2020年11月20日公開         | 春                         | 映画『泣く子はいねぇが』 主題歌                            |
| 2021年2月15日初回放送      | 鶫（つぐみ）               | フジテレビ系 月9ドラマ「監察医 朝顔」（第2シーズン）挿入歌 |
| 2021年4月5日TVオンエア開始 | ウイスキーが、お好きでしょ | サントリー 角瓶 TVCM「聞きたかったこと編」「先輩編」       |
| 2021年4月5日TVオンエア開始 | さびしさ                   | サントリー 天然水 TVCM「雨あがる」篇                       |
| 2023年10月5日初回放送      | 人人                       | BS-TBS 木曜ドラマ23「天狗の台所」主題歌                    |
| 2025年4月初回放送          | やまんばマンボ             | NHK「みんなのうた」2025年4月・5月のうた                    |

## ライブ

### 単独ライブ、ツアー

#### 折坂悠太（合奏）わんまん
| 開催日            | 会場                        | 備考                                                                       |
| ----------------- | --------------------------- | -------------------------------------------------------------------------- |
| 2017年8月18日(金) | 代官山 晴れたら空に豆まいて | 前売りチケット購入者・予約者 特典で「なつのべ映像集（DVD）」をプレゼント。 |

#### 折坂悠太「ざわめき」発売記念ライブ
| 開催日            | 出演者                                                             | 会場                |
| ----------------- | ------------------------------------------------------------------ | ------------------- |
| 2018年2月16日(金) | 折坂悠太（合奏）＋ざわめき重奏 あだち麗三郎クワルテッット 井手健介 | 渋谷 TSUTAYA O-nest |

#### 折坂悠太 弾き語り投げ銭ツアー 2018
| 開催日            | 公演       | 会場                        |
| ----------------- | ---------- | --------------------------- |
| 2018年2月26日(月) | 高松公演   | 高松 umie                   |
| 2018年2月27日(火) | 高知公演   | 高知 Slowhand Mojo          |
| 2018年2月28日(水) | 愛媛公演   | 愛媛 Waltz&de'              |
| 2018年3月1日(木)  | 徳島公演   | 徳島 14g                    |
| 2018年3月4日(日)  | 北九州公演 | 北九州 UMIE+                |
| 2018年3月5日(月)  | 福岡公演   | 福岡 TAG STÅ                |
| 2018年3月6日(火)  | 佐賀公演   | 佐賀 CIEMA                  |
| 2018年3月7日(水)  | 熊本公演   | 熊本 Sazae                  |
| 2018年3月18日(日) | 茨城公演   | 茨城 千年一日珈琲焙煎所     |
| 2018年4月6日(金)  | 広島公演   | 広島 LOG                    |
| 2018年4月7日(土)  | 松江公演   | 松江 Green's Baby           |
| 2018年4月8日(日)  | 鳥取公演   | 鳥取 Y PUB & HOSTEL TOTTORI |
| 2018年4月10日(火) | 岡山公演   | 岡山 ラウンジ・カド         |
| 2018年4月11日(水) | 神戸公演   | 神戸 BRUGGE                 |
| 2018年4月13日(金) | 大阪公演   | 大阪 martha                 |
| 2018年4月14日(土) | 岐阜公演   | 大垣 南原食堂               |
| 2018年4月15日(日) | 浜松公演   | 浜松 手打ち蕎麦 naru        |

#### "平成" Release Tour
| 開催日             | 公演                              | 会場                     |
| ------------------ | --------------------------------- | ------------------------ |
| 2018年11月22日(木) | "平成" Release Tour【名古屋公演】 | 名古屋 Live & Lounge Vio |
| 2018年11月24日(土) | "平成" Release Tour【大阪公演】   | 心斎橋 CONPASS           |
| 2018年12月2日(日)  | "平成" Release Tour【東京公演】   | 渋谷 WWW                 |

#### 折坂悠太 Oneman Live 2019
| 開催日            | 公演         | 会場                     |
| ----------------- | ------------ | ------------------------ |
| 2019年5月30日(木) | 東京追加公演 | 東京都 鶯谷 キネマ倶楽部 |
| 2019年5月31日(金) | 東京公演     | 東京都 鶯谷 キネマ倶楽部 |
| 2019年6月1日(土)  | 大阪公演     | 大阪府 梅田 Shangri-La   |

#### 弾き語りツーマンツアー "折坂悠太のツーと言えばカー 2019"
| 開催日                 | 出演者                                                                             | 会場                          |
| ---------------------- | ---------------------------------------------------------------------------------- | ----------------------------- |
| 2019年10月3日(木)      | 折坂悠太 / butaji                                                                  | 京都府 磔磔                   |
| 2019年10月4日(金)      | 折坂悠太 / butaji                                                                  | 大阪府 旧桜宮公会堂           |
| 2019年10月6日(日)      | 折坂悠太 / イ・ラン                                                                | 宮城県 塩竈市杉村惇美術館     |
| 2019年10月8日(火)      | 折坂悠太 / イ・ラン                                                                | 北海道 札幌KRAPS HALL         |
| 2019年10月18日(金)     | 折坂悠太 / 青葉市子                                                                | 兵庫県 北野クラブ ソラ        |
| 2019年10月19日(土)     | 折坂悠太 / 青葉市子                                                                | 愛媛県 愛媛県教育会館 講堂    |
| 2019年10月20日(日)     | 折坂悠太 / 青葉市子                                                                | 岡山県 蔭凉寺                 |
| 2019年10月22日(火・祝) | 折坂悠太 / 青葉市子                                                                | 愛知県 千種文化小劇場         |
| 2019年10月25日(金)     | 折坂悠太 / butaji                                                                  | 熊本県 早川倉庫               |
| 2019年10月26日(土)     | 折坂悠太 / butaji                                                                  | 福岡県 住吉神社 能楽殿        |
| 2019年10月27日(日)     | 折坂悠太 / butaji                                                                  | 沖縄県 桜坂劇場 ホールA       |
| 2019年11月22日(金)     | 折坂悠太 / 青葉市子 / イ・ラン / butaji / のろしレコード(松井文、夜久一、折坂悠太) | 東京都 ヒューリックホール東京 |

#### 折坂悠太 単独公演 2020
| 開催日            | タイトル                                 | 会場                | 詳細                                     |
| ----------------- | ---------------------------------------- | ------------------- | ---------------------------------------- |
| 2020年3月23日(月) | 折坂悠太 単独公演 2020【大阪公演】       | 梅田 CLUB QUATTRO   | 新型コロナウイルス感染拡大防止のため中止 |
| 2020年3月27日(金) | 折坂悠太 単独公演 2020【東京公演】       | 渋谷 TSUTAYA O-EAST | 新型コロナウイルス感染拡大防止のため中止 |
| 2020年3月27日(金) | 折坂悠太 単独配信 2020（（（どうぞ））） | YouTube 生配信      | 2公演の中止を受けて、配信のみで開催      |

#### 折坂悠太単独公演2021＜＜＜うつつ＞＞＞
| 開催日           | タイトル                                           | 会場                     |
| ---------------- | -------------------------------------------------- | ------------------------ |
| 2021年6月3日(木) | 折坂悠太単独公演2021＜＜＜うつつ＞＞＞【大阪公演】 | BIG CAT                  |
| 2021年6月4日(金) | 折坂悠太単独公演2021＜＜＜うつつ＞＞＞【東京公演】 | 新木場 USEN STUDIO COAST |

#### 折坂悠太「心理ツアー」
| 開催日                   | タイトル                   | 会場                                |
| ------------------------ | -------------------------- | ----------------------------------- |
| 2021年10月29日(金)       | 「心理ツアー」大阪公演     | サンケイホールブリーゼ              |
| 2021年10月30日(土)       | 「心理ツアー」広島公演     | 広島JMSアステールプラザ 中ホール    |
| 2021年11月2日(火・祝前)  | 「心理ツアー」愛知公演     | 芸術創造センター                    |
| 2021年11月6日(土)        | 「心理ツアー」宮城公演     | 日立システムズホール シアターホール |
| 2021年11月20日(土)       | 「心理ツアー」福岡公演     | 福岡国際会議場 メインホール         |
| 2021年11月22日(月・祝前) | 「心理ツアー」北海道公演   | 共済ホール                          |
| 2021年11月26日(金)       | 「心理ツアー」京都公演     | ロームシアター京都 サウスホール     |
| 2021年12月2日(木)        | 「心理ツアー」東京公演     | LINE CUBE SHIBUYA                   |
| 2021年12月3日(金)        | 「心理ツアー」東京追加公演 | LINE CUBE SHIBUYA                   |

#### 折坂悠太ツアー2022 オープン・バーン
| 開催日             | 公演                                       | 会場                     |
| ------------------ | ------------------------------------------ | ------------------------ |
| 2022年10月17日(月) | オープン・バーン 仙台公演                  | Rensa                    |
| 2022年10月18日(火) | オープン・バーン 名古屋公演                | DIAMOND HALL             |
| 2022年10月20日(木) | オープン・バーン 大阪公演                  | なんばHatch              |
| 2022年10月21日(金) | オープン・バーン 岡山公演                  | YEBISU YA PRO            |
| 2022年10月23日(日) | オープン・バーン 広島公演                  | HIROSHIMA CLUB QUATTRO   |
| 2022年10月24日(月) | オープン・バーン 福岡公演                  | DRUM LOGOS               |
| 2022年10月26日(水) | オープン・バーン 北海道公演                | PENNY LANE24             |
| 2022年11月1日(火)  | オープン・バーン 東京公演                  | Zepp DiverCity Tokyo     |
| 2022年11月2日(水)  | オープン・バーン 東京追加公演              | Zepp DiverCity Tokyo     |
| 2022年12月17日(土) | オープン・バーン アジア・沖縄公演 那覇公演 | 桜坂劇場 ホールA         |
| 2022年12月18日(日) | オープン・バーン アジア・沖縄公演 コザ公演 | ミュージックタウン音市場 |

### イベント
- 2018年4月29日(日) ー ARABAKI ROCK FEST. 2018
- 2018年5月12日(土) ー 森、道、市場 2018
- 2018年8月31日(金) ー SWEET LOVE SHOWER 2018
- 2018年10月26日(金) ー ボロフェスタ 2018
- 2019年4月21日(日) ー 結いのおと
- 2019年4月27日(土) ー 折坂悠太 | KID FRESINO
- 2019年4月28日(日) ー ARABAKI ROCK FEST. 2019
- 2019年5月5日(日) ー VIVA LA ROCK 2019
- 2019年5月18日(土) ー SYNCHRONICITY'19 OSAKA
- 2019年6月26日(水) ー 440 (four forty) 17th Anniversary 2man Live『マヒトゥ・ザ・ピーポー × 折坂悠太』
- 2019年9月21日(土) ー 全感覚祭 19 -NEW AGE STEP- (大阪)
- 2019年9月22日(日) ー 京都音楽博覧会2019 in 梅小路公園
- 2019年10月12日(土) ー 全感覚祭 19 -NEW AGE STEP- (東京)
- 2019年10月13日(日) ー 朝霧JAM 2019
- 2019年11月10日(日) ー LUCfest 2019
- 2019年11月16日(土)、17日(日) ー BLACK OPERA – 鈍色の壁 / ニブイロノカベ –
- 2020年11月1日(日) ー FESTIVAL DE FRUE 2020
- 2021年4月24日(土) ー another 5 years
- 2021年5月15日(土) ー FUJI & SUN '21
- 2022年1月16日(日) ー Keep On ASAGIRI JAMMIN'
- 2022年4月30日(土) ー ARABAKI ROCK FEST.22
- 2022年5月15日(日) ー SWEET LOVE SHOWER SPRING 2022
- 2022年7月30日(土) ー Fuji Rock Festival '22 (GREEN STAGE)
- 2022年11月5日(土) ー Festival de FRUE 2022

## のろしレコード
「のろしレコード」は、折坂悠太と、シンガーソングライターの松井文、夜久一による自主レーベル。松井の呼びかけにより、2014年に旗揚げ。

### アルバム
|     | 発売日         | タイトル       | 規格   | 規格品番 |
| --- | -------------- | -------------- | ------ | -------- |
| 1st | 2015年5月6日   | のろしレコード | 12cmCD | NORO-001 |
| 2nd | 2019年10月30日 | OOPTH          | 12cmCD | NORO-005 |

### ライブ

#### のろしレコード 2ndアルバム "OOPTH" リリースツアー
| 開催日             | 公演     | 会場                        |
| ------------------ | -------- | --------------------------- |
| 2019年11月2日(土)  | 大阪編   | 大阪 GANZ toi,toi,toi       |
| 2019年11月3日(日)  | 京都編   | 京都 UrBANGUILD             |
| 2019年11月4日(月)  | 名古屋編 | 金山 ブラジルコーヒー       |
| 2019年12月15日(日) | 東京編   | 代官山 晴れたら空に豆まいて |
| 2019年12月16日(月) | 東京編   | 代官山 晴れたら空に豆まいて |

## 出演

### ラジオ
- SESSION! - 折坂edition -（2021年4月5日 - 2022年3月28日、Date FM） - 月曜レギュラー
- FLAG RADIO（2022年4月6日 - 、α-STATION エフエム京都） - 偶数月・水曜日レギュラー

## 関連文献
- 『ユリイカ 総特集＝折坂悠太』2024年8月臨時増刊号、青土社